# Codici ICAO D

## DA - Algeria
- DA10 Aeroporto civile, Illizi (sito informativo)
- DA11 Aeroporto civile, Hamaguir (sito informativo)
- DA12 Aeroporto civile, El Abiodh Sidi Cheikh (sito informativo)
- DA13 Aeroporto civile, Tinfouchy (siti informativo)
- DA14 Aeroporto civile, Mostaganem (sito informativo)
- DA15 Aeroporto civile, Saida (sito informativo)
- DA16 Aeroporto civile, Tindouf East (sito informativo)[collegamento interrotto]
- DAAB (Codice IATA = QLD) Aeroporto civile, Blida (sito informativo)
- DAAD (Codice IATA = BUJ) Aeroporto civile, Boussaada Eddis / Bou Saada (sito informativo)
- DAAE (Codice IATA = BJA) Aeroporto di Béjaïa-Soummam, Bijaya (sito informativo)
- DAAF Aeroporto civile, Aoulef
- DAAG (Codice IATA = ALG) Aeroporto HOUARI BOUMEDIENNE, Alger / Algier (sito informativo)
- DAAG Aeroporto civile, Dar-El-Beida
- DAAJ (Codice IATA = DJG) Aeroporto Tiska, Djanet (sito informativo)
- DAAK Aeroporto civile, Boufarik (sito informativo)
- DAAM Aeroporto civile, Telerghma (sito informativo)
- DAAN Aeroporto civile, Reggane / Reggen (sito informativo)
- DAAP (Codice IATA = VVZ) Aeroporto ILLIRANE, Illizi Takhamalt (sito informativo)
- DAAQ Aeroporto civile, Ain Houssera / Ain Oussera (sito informativo)
- DAAS (Codice IATA = QSF) Aeroporto Setif Ain Arnat, Sétif (sito informativo)
- DAAT (Codice IATA = TMR) Aeroporto AGUENAR, Tamanrasset (sito informativo)
- DAAV (Codice IATA = GJL) Aeroporto Achouat, Jigel / Jijel-Taher (sito informativo)
- DAAW Aeroporto civile, Bordj Omar Driss
- DAAX Aeroporto civile, Cheragas
- DAAY Aeroporto civile, Mecheria (sito informativo)
- DAAZ (Codice IATA = QZN) Aeroporto civile, Relizane (sito informativo)
- DABB (Codice IATA = AAE) Aeroporto di Annaba-Rabah Bitat, Annaba
- DABC (Codice IATA = CZL) Aeroporto di Costantina-Mohamed Boudiaf, Costantina
- DABP (Codice IATA = SKI) Aeroporto civile, Skikda
- DABS (Codice IATA = TEE) Aeroporto Cheik Larbi Tebessi, Tbessa / Tebessa (sito informativo)
- DABT (Codice IATA = BLJ) Aeroporto civile, Batna
- DAFH (Codice IATA = HRM) Aeroporto HASSI R'MEL, Tilrempt (sito informativo)
- DAFI Aeroporto Tletsi, Djelfa
- DAOB (Codice IATA = TID) Aeroporto civile, Tiaret / Tibati (sito informativo)
- DAOC (Codice IATA = CBH) Aeroporto Oukda, Bechar-Leger
- DAOE Aeroporto civile, Bou Sfer (sito informativo)
- DAOF (Codice IATA = TIN) Aeroporto civile, Tindouf / Tingi-Tingi (sito informativo)
- DAOI (Codice IATA = QAS) Aeroporto civile, Chlef / Ech-Cheliff (sito informativo)
- DAOL (Codice IATA = TAF) Aeroporto Tafaroui, Orano (sito informativo)
- DAON (Codice IATA = TLM) Aeroporto Zenata Messali el Hadj, Tlemcen (sito informativo)
- DAOO (Codice IATA = ORN) Aeroporto di Orano-Ahmed Benbella, Orano
- DAOR (Codice IATA = CBH) Aeroporto Ouakda (Boudghene?), Bechar-Leger (sito informativo)
- DAOS Aeroporto civile, Sidi Bel Abbes (sito informativo)
- DAOV Aeroporto civile, Ghriss (sito informativo)
- DATG (Codice IATA = INF) Aeroporto civile, In Guezzam
- DATM (Codice IATA = BMW) Aeroporto civile, Bordj Badji Mokhtar
- DAUA (Codice IATA = AZR) Aeroporto di Adrar-Touat - Sceicco Sidi Mohamed Belkebir, Adrar (sito informativo)
- DAUB (Codice IATA = BSK) Aeroporto (Mohamed Khider?), Biskra (sito informativo)
- DAUE (Codice IATA = ELG) Aeroporto civile, El Golea (sito informativo)
- DAUG (Codice IATA = GHA) Aeroporto di Ghardaïa-Noumérat - Moufdi Zakaria, Ghardaïa
- DAUH (Codice IATA = HME) Aeroporto di Hassi Messaoud-Oued Irara - Krim Belkacem, Hassi Messaoud
- DAUI (Codice IATA = INZ) Aeroporto civile, In Salah (sito informativo)
- DAUK (Codice IATA = TGR) Aeroporto Sidi Mahda, Touggourt (sito informativo)
- DAUL (Codice IATA = LOO) Aeroporto civile, Laghouat (sito informativo)
- DAUO (Codice IATA = ELU) Aeroporto Guemar, El Oued / El Qued (sito informativo)
- DAUT (Codice IATA = TMX) Aeroporto civile, Timimoun (sito informativo)
- DAUU (Codice IATA = OGX) Aeroporto civile, Ouargla (sito informativo)
- DAUZ (Codice IATA = IAM) Aeroporto di Zarzaitine-In Aménas, Zarzaitine, In Aménas

## DB - Benin
- DBBB (Codice IATA = COO) Aeroporto Internazionale Cardinal Bernardin Gantin-Cadjehoun, Cotonou
- DBBC Aeroporto Bohivon / Bouhicon, Cana
- DBBD (Codice IATA = DJA) Aeroporto civile, Djougou
- DBBK (Codice IATA = KDC) Aeroporto civile, Kandi
- DBBN (Codice IATA = NAE) Aeroporto civile, Natitingou
- DBBO Aeroporto civile, Porga
- DBBP (Codice IATA = PKO) Aeroporto di Parakou, Parakou
- DBBR Aeroporto civile, Bembereke / Bimbereke
- DBBS (Codice IATA = SVF) Aeroporto civile, Savè

## DF - Burkina Faso
- DFCA (Codice IATA = XKY) Aeroporto civile, Kaya
- DFCB Aeroporto civile, Barsalogho
- DFCC (Codice IATA = OUG) Aeroporto civile, Ouahigouya
- DFCD Aeroporto civile, Didyr
- DFCE Aeroporto civile, Batié
- DFCG Aeroporto civile, Kongoussi
- DFCI Aeroporto civile, Titao
- DFCJ (Codice IATA = XDJ) Aeroporto civile, Djibo
- DFCK Aeroporto civile, Koudougou
- DFCL (Codice IATA = XLU) Aeroporto civile, Léo
- DFCM Aeroporto civile, Manga
- DFCO Aeroporto civile, Boromo
- DFCP (Codice IATA = PUP) Aeroporto civile, Po
- DFCR Aeroporto civile, Poura
- DFCS Aeroporto civile, Séguénéga
- DFCT Aeroporto civile, Ténado
- DFCU Aeroporto civile, Gourcy
- DFCY Aeroporto civile, Yako
- DFEA (Codice IATA = XBO) Aeroporto civile, Boulsa
- DFEB (Codice IATA = XBG) Aeroporto civile, Bogandé
- DFEC Aeroporto civile, Komin-Yanga
- DFED (Codice IATA = DIP) Aeroporto civile, Diapaga
- DFEE (Codice IATA = DOR) Aeroporto civile, Dori
- DFEF (Codice IATA = FNG) Aeroporto civile, Fada N'gourma
- DFEG (Codice IATA = XGG) Aeroporto civile, Gorom-Gorom
- DFEK Aeroporto civile, Koupéla
- DFEL (Codice IATA = XKA) Aeroporto civile, Kantchari
- DFEM (Codice IATA = TMQ) Aeroporto civile, Tambao / (tambaram Air Base ?)
- DFEO Aeroporto civile, Zorgho
- DFEP (Codice IATA = XPA) Aeroporto civile, Pama
- DFER (Codice IATA = ARL) Aeroporto civile, Arly
- DFES (Codice IATA = XSE) Aeroporto civile, Sebba
- DFET (Codice IATA = TEG) Aeroporto civile, Tenkodogo
- DFEY Aeroporto civile, Ouargaye
- DFEZ (Codice IATA = XZA) Aeroporto civile, Zabré
- DFFD (Codice IATA = OUA) Ouagadougou
- DFOA Aeroporto civile, Dano
- DFOB (Codice IATA = BNR) Aeroporto civile, Banfora
- DFOD (Codice IATA = DGU) Aeroporto civile, Dédougou
- DFOF Aeroporto civile, Safané
- DFOG (Codice IATA = XGA) Aeroporto civile, Amilar Cabral de Gaoua
- DFOH Aeroporto civile, Houndé
- DFOL Aeroporto civile, Loumana
- DFON (Codice IATA = XNU) Aeroporto civile, Nouna
- DFOO (Codice IATA = BOY) Aeroporto civile, Bobo-Dioulasso
- DFOR Aeroporto civile, Orodara
- DFOS Aeroporto civile, Sidéradougou
- DFOT (Codice IATA = TUQ) Aeroporto civile, Tougan
- DFOU (Codice IATA = XDE) Aeroporto civile, Diébougou
- DFOY (Codice IATA = XAR) Aeroporto civile, Arbinda

## DG - Ghana
- DGAA (Codice IATA = ACC) Aeroporto internazionale Kotoka, Accra
- DGAD Aeroporto civile, Ada
- DGAE Aeroporto civile, Kete-kratchi
- DGAH Aeroporto civile, Ho
- DGAK Aeroporto civile, Akuse
- DGAL Aeroporto civile, Kete-krachi
- DGAS Aeroporto civile, Saltpond
- DGAT Aeroporto civile, Tema
- DGCY (Codice IATA = CKY) Aeroporto G'bessia, Conakry
- DGKA Aeroporto civile, Akim Oda
- DGKK Aeroporto civile, Koforidua
- DGLB Aeroporto civile, Bole
- DGLE (Codice IATA = TML) Air Base, Tamale
- DGLN Aeroporto civile, Navrongo
- DGLW Aeroporto civile, Wa
- DGLY Aeroporto civile, Yendi
- DGSB Aeroporto civile, Sefwi Bekwai
- DGSI (Codice IATA = KMS) Aeroporto civile, Kumasi
- DGSN (Codice IATA = NYI) Aeroporto civile, Sunyani
- DGSW Aeroporto civile, Wenchi
- DGTK (Codice IATA = TKD) Air Base, Takoradi
- DGTX Aeroporto civile, Axim

## DI - Costa d'Avorio
- DIAD Aeroporto civile, Adiake
- DIAE Aeroporto civile, Agboville
- DIAO (Codice IATA = ABO) Aeroporto civile, Aboisso
- DIAP (Codice IATA = ABJ) Aeroporto Port Bouet, Abidjan
- DIAU (Codice IATA = OGO) Aeroporto civile, Abengourou
- DIBC Aeroporto civile, Bocanda
- DIBI (Codice IATA = BXI) Aeroporto civile, Boundiali
- DIBK (Codice IATA = BYK) Aeroporto civile, Bouake
- DIBN (Codice IATA = BQO) Aeroporto Tehini, Bouna
- DIBU (Codice IATA = BDK) Aeroporto Soko, Bondoukou
- DIDB Aeroporto civile, Dabou
- DIDK (Codice IATA = DIM) Aeroporto Ville, Dimbokro
- DIDL (Codice IATA = DJO) Aeroporto civile, Daloa
- DIDV (Codice IATA = DIV) Aeroporto civile, Divo
- DIFK Aeroporto civile, Ferkessedougou
- DIGA (Codice IATA = GGN) Aeroporto Ville, Gagnoa
- DIGL (Codice IATA = GGO) Aeroporto civile, Guiglo
- DIGN (Codice IATA = BBV) Aeroporto Nero-Mer, Grand Bereby
- DIKO (Codice IATA = HGO) Aeroporto civile, Korhogo
- DIMN (Codice IATA = MJC) Aeroporto civile, Man
- DIOD (Codice IATA = KEO) Aeroporto civile, Odienne
- DIOF (Codice IATA = OFI) Aeroporto civile, Ouango Fitini
- DIPG Aeroporto civile, Port Gauthier
- DISG (Codice IATA = SEO) Aeroporto civile, Seguela
- DISP (Codice IATA = SPY) Aeroporto civile, San Pedro
- DISS (Codice IATA = ZSS) Aeroporto civile, Sassandra
- DITB (Codice IATA = TXU) Aeroporto civile, Tabou
- DITM (Codice IATA = TOZ) Aeroporto Mahana, Touba
- DIYO (Codice IATA = ASK) Aeroporto civile, Yamoussoukro

## DN - Nigeria
- DNAA (Codice IATA = ABV) Aeroporto Internazionale Nnamdi Azikiwe, Abuja
- DNAK (Codice IATA = AKR) Aeroporto di Akure, Akure
- DNBE (Codice IATA = BNI) Aeroporto di Benin, Benin City
- DNBI Aeroporto civile, Bida
- DNCA (Codice IATA = CBQ) Aeroporto Internazionale Margaret Ekpo, Calabar
- DNCX Aeroporto civile, Camaxilo
- DNEN (Codice IATA = ENU) Aeroporto Internazionale Enugu, Enugu
- DNGU Aeroporto civile, Gusau
- DNIB (Codice IATA = IBA) Aeroporto di Ibadan, Ibadan
- DNIL (Codice IATA = ILR) Aeroporto di Ilorin, Ilorin
- DNIM Aeroporto Sam Mbakwe, Owerri
- DNJO (Codice IATA = JOS) Aeroporto Yakubu Gowon, Jos
- DNKA (Codice IATA = KAD) Aeroporto di Kaduna, Kaduna
- DNKN (Codice IATA = KAN) Aeroporto Internazionale Mallam Aminu Kano, Kano
- DNMA (Codice IATA = MIU) Aeroporto di Maiduguri, Maiduguri
- DNMK (Codice IATA = MDI) Aeroporto civile, Makurdi
- DNMM (Codice IATA = LOS) Aeroporto Internazionale Murtala Muhammed, Lagos/Ikeja
- DNMN (Codice IATA = MXJ) Aeroporto di Minna, Minna
- DNOS Aeroporto civile, Oshogbo
- DNPO (Codice IATA = PHC) Aeroporto Internazionale di Port Harcourt, Port Harcourt
- DNSO (Codice IATA = SKO) Aeroporto Internazionale Sultan Saddik Abubakar, Sokoto
- DNYO (Codice IATA = YOL) Aeroporto di Yola, Yola
- DNZA (Codice IATA = ZAR) Aeroporto di Zaria Zaria

## DR - Niger
- DRRA Aeroporto civile, Teesaoua / (tessenei ?)
- DRRB (Codice IATA = BKN) Aeroporto civile, Birni-N'konni
- DRRC Aeroporto civile, Dogondoutchi
- DRRD Aeroporto civile, Dosso
- DRRE Aeroporto civile, Tera / Tereen
- DRRG Aeroporto civile, Gaya
- DRRI Aeroporto civile, Bilma
- DRRL Aeroporto civile, Tillabery
- DRRM (Codice IATA = MFQ) Aeroporto civile, Maradi
- DRRN (Codice IATA = NIM) Aeroporto di Niamey-Diori Hamani, Niamey
- DRRP Aeroporto civile, La Tapoa
- DRRT (Codice IATA = THZ) Aeroporto civile, Tahoua
- DRRU Aeroporto civile, Ouallam
- DRZA (Codice IATA = AJY) Aeroporto di Agadez-Manu Dayak, Agadez
- DRZD Aeroporto civile, Dirkou
- DRZF Aeroporto civile, Diffa
- DRZG Aeroporto civile, Goure
- DRZI Aeroporto civile, Iferouâne
- DRZL (Codice IATA = RLT) Aeroporto civile, Arlit
- DRZM Aeroporto civile, Maine-Soroa
- DRZN Aeroporto civile, N'guigmi
- DRZR (Codice IATA = ZND) Aeroporto civile, Zinder
- DRZT Aeroporto civile, Tanout

## DT - Tunisia
- DTKA (Codice IATA = TBJ) Aeroporto civile, Tabarka
- DTMB / DTTM (Codice IATA = MIR) Aeroporto Habib Bourgiba International / SKANES, Monastir
- DTTA (Codice IATA = TUN) Aeroporto di Tunisi-Carthage, Tunisi
- DTTB Aeroporto Sidi Ahmed, Bizerte
- DTTD Aeroporto civile, Remada
- DTTF (Codice IATA = GAF) Aeroporto civile, Gafsa
- DTTG (Codice IATA = GAE) Aeroporto civile, Gabès
- DTTI Aeroporto civile, Bordj El Amri
- DTTJ (Codice IATA = DJE) Aeroporto Zarsis / MELITA, Djerba
- DTTK Aeroporto civile, Kairouan
- DTTL Aeroporto civile, Kélibia
- DTTN Aeroporto civile, Jendouba
- DTTR (Codice IATA = EBM) Aeroporto civile, El Borma
- DTTX (Codice IATA = SFA) Aeroporto THYNA / El Maou, Sfax
- DTTZ (Codice IATA = TOE) Aeroporto Nefta, Tozeur / Sousse

## DX - Togo
- DXAK Aeroporto Akpaka, Atakpamé
- DXBS Aeroporto civile, Bassari
- DXDP Aeroporto civile, Dapango
- DXHO Aeroporto civile, Hahotoe
- DXKP Aeroporto Kolokope, Anie
- DXMG Aeroporto civile, Sansanne Mango
- DXNG (Codice IATA = LRL) Aeroporto di Niamtougou militare aperto al traffico civile, Niamtougou
- DXSK Aeroporto civile, Sokode
- DXTA Aeroporto civile, Tabligbo / Taboga
- DXXX (Codice IATA = LFW) Aeroporto Internazionale di Lomé-Gnassingbé Eyadéma, Lomé